# Geomatica

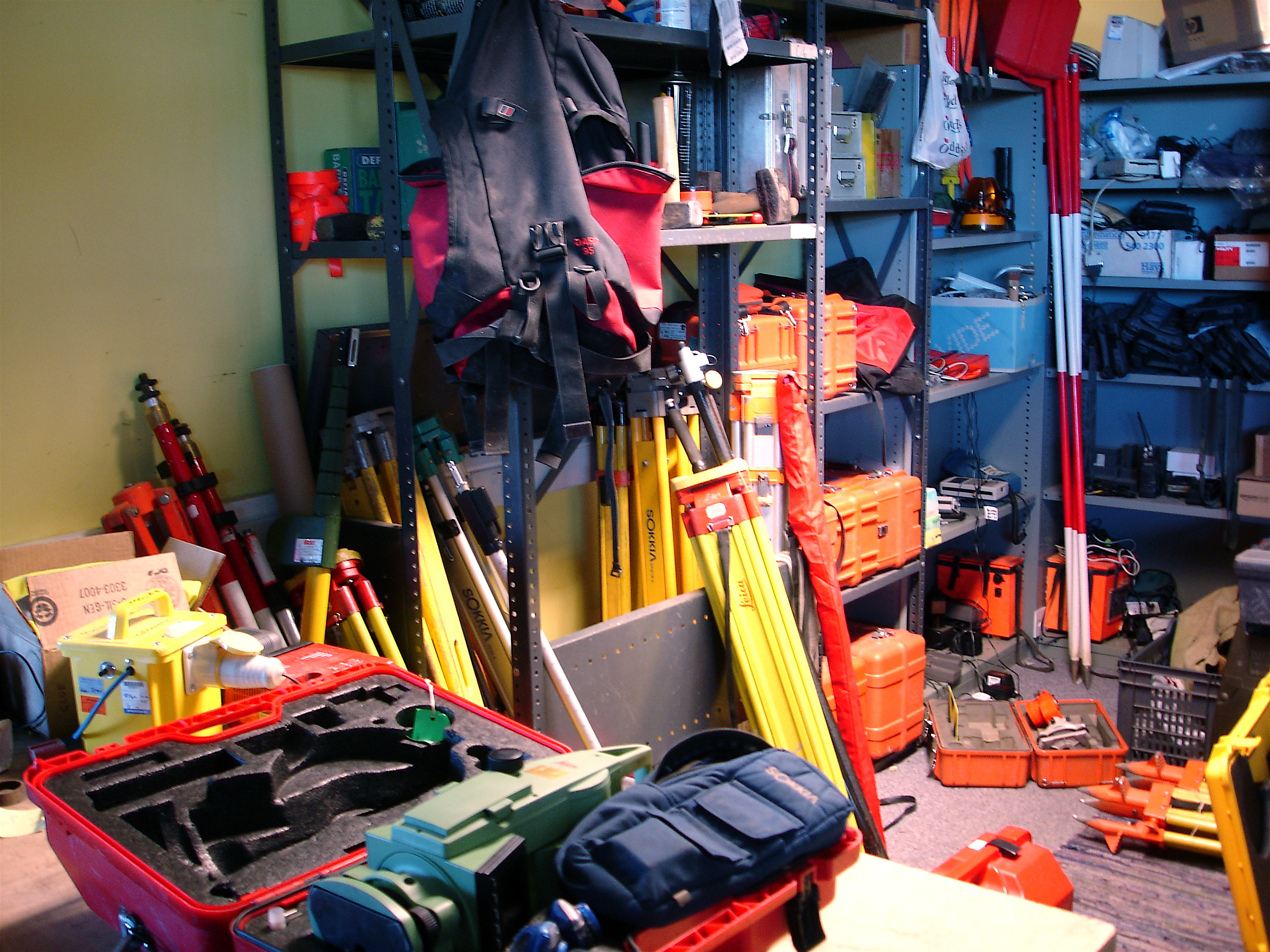
Materiaal dat gebruikt wordt voor het doen van observaties onder andere ten behoeve van geomatica

Geomatica (of Geomatics) is het verzamelen, analyseren en leveren van geografische informatie. Het omvat volgende domeinen:
- Landmeetkunde
- Remote sensing
- Geografisch Informatiesysteem
- Plaatsbepalingssystemen
- Fotogrammetrie
- Cartografie
- Geodesie
- Hydrografie

Geomatica omvat ook de wiskunde en de ontwikkeling van software die nodig is voor bovenvermelde disciplines.
In België biedt de Universiteit Gent de bacholoropleiding en masteropleiding 'Geografie en Geomatica' aan. Deze opleiding wordt ingericht door de faculteit wetenschappen. De KU Leuven biedt de masteropleiding 'Industrieel Ingenieur Bouwkunde optie Landmeten' aan op de Technologiecampus Gent. Deze wordt ingericht door de faculteit Industriële Ingenieurswetenschappen.
In Nederland heeft de TU Delft een Engelstalige masteropleiding Geomatics for the Built Environment, die is ondergebracht bij de Faculteit Bouwkunde.